# Оксапампа-Ашанинка-Янеша

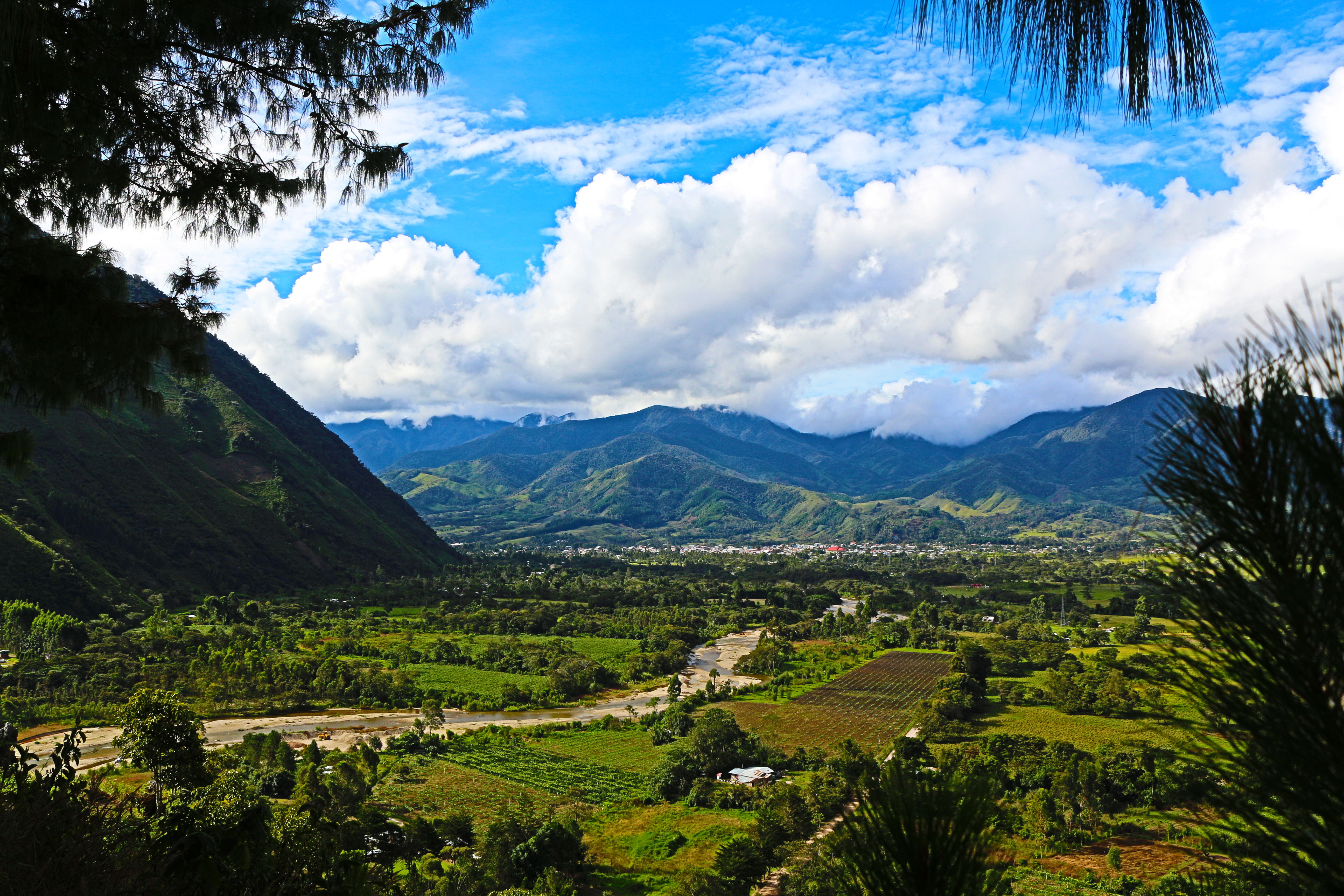

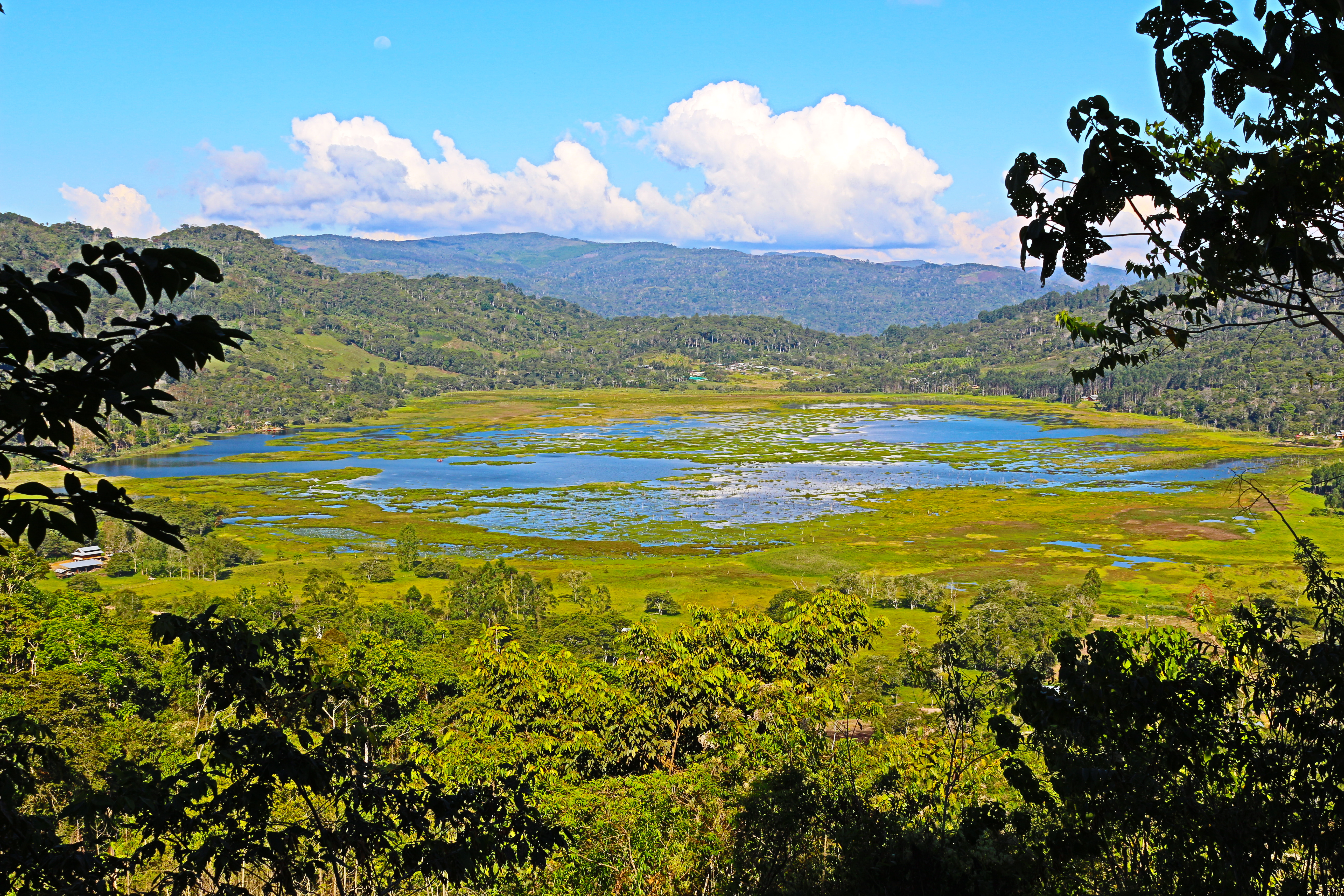
Лагуна Эль-Оконал

Оксапампа-Ашанинка-Янеша (англ. Oxapampa-Ashaninka-Yanesha) — один из крупнейших в мире биосферных заповедников, расположенный на территории провинций Паско и Оксапампа в Перу.
Заповедник занимает территорию площадью около 1,8 млн гектаров и признан ЮНЕСКО биосферным заповедником, входящим во Всемирную сеть биосферных резерватов.
Оксапампа-Ашанинка-Янеша расположен в амазонской сельве и на его территории проживают десять общин индейцев племен Ашанинка и Янеша. Заповедник Оксапампа отличается огромным разнообразием флоры и фауны. Здесь водятся такие редкие экземпляры животных как андский медведь, карликовый олень пуду и более тысячи подвидов пернатых.
Заповедник является частью амазонского высокогорного лесного массива страны. Несмотря на то, что он является охраняемой зоной, его ресурсы интенсивно эксплуатируются, что приводит к сокращению лесов и утрате биологического разнообразия. В связи с этим в биосферном заповеднике были разработаны меры противодействия, и в управлении его ресурсами участвуют региональные органы власти, общественные организации и местное население. Сохранению природы помогают культурые традиции проживающих в этой местности племён Янеша и Ашанинка, которые предполагают бережное отношение к природным ресурсам. С целью достижения устойчивого развития здесь постепенно осуществляется переход к агролесомелиорации, развиваются экотуризм и кустарные промыслы.